# Васенёв, Александр Вадимович
Александр Вадимович Васенёв (род. 16 марта 1969, Горький) — советский и российский хоккеист, нападающий.

## Биография
Александр Васенёв родился 16 марта 1969 года в городе Горький (сейчас Нижний Новгород).
Играл в хоккей с шайбой на позиции нападающего. Дебютировал в сезоне-1986/87 в новочебоксарском «Соколе», который выступал во второй лиге.
В сезоне-1987/88 дебютировал в горьковском «Торпедо», провёл 2 матча в высшей лиге чемпионата СССР. В сезоне-1988/89 на его счету 3 поединка и 1 гол за автозаводцев, однако большую часть Васенёв провёл во второй лиге, выступая за «Кварц» из Бора. За него продолжал играть и в трёх следующих сезонах, проведя за его время 208 матчей и набрав 105 (65+40) очков.
В сезоне-1992/93 выступал за нижегородское «Торпедо» в Межнациональной хоккейной лиге, сыграл 22 матча, набрал 5 (3+2) очков. Также провёл 27 поединков за «Торпедо-2», набрав 9 (6+3) очков.